# Color TV-Game
Color TV-Game és una sèrie de cinc videoconsoles domèstiques dedicades comercialitzades en Japó per Nintendo entre 1977 i 1980.
El 1974, davant el domini de Bandai i Tomy en el mercat jogueter, Hiroshi Yamauchi, president de Nintendo decidí orientar l'empresa cap a l'electrònica, en col·laboració amb Sharp i Mitsubishi i amb l'èxit d'Atari i de la Magnavox Odyssey com a model, i encarregà la faena als dissenyadors Gunpei Yokoi i Shigeru Miyamoto.

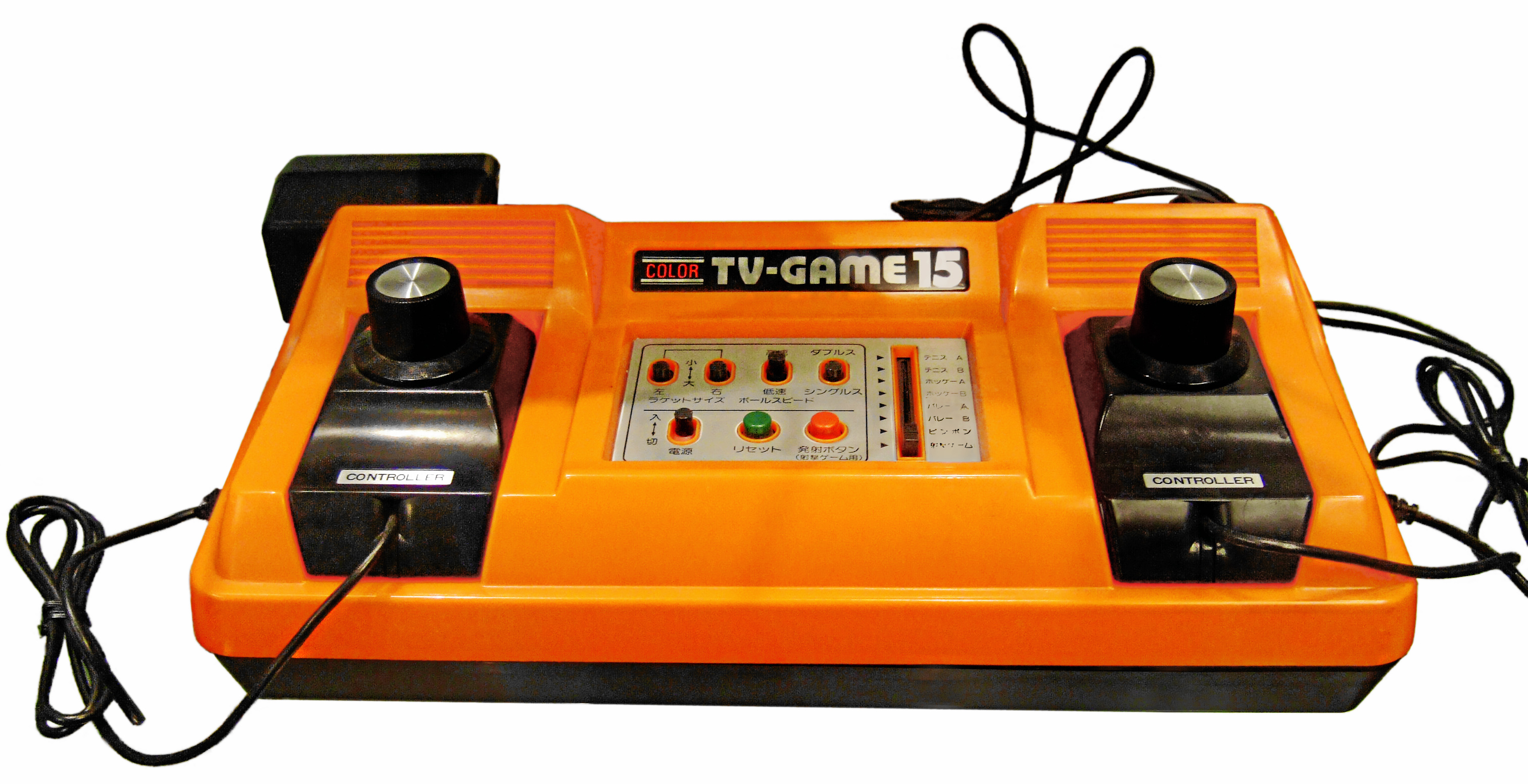
El segon model, Color TV-Game 15

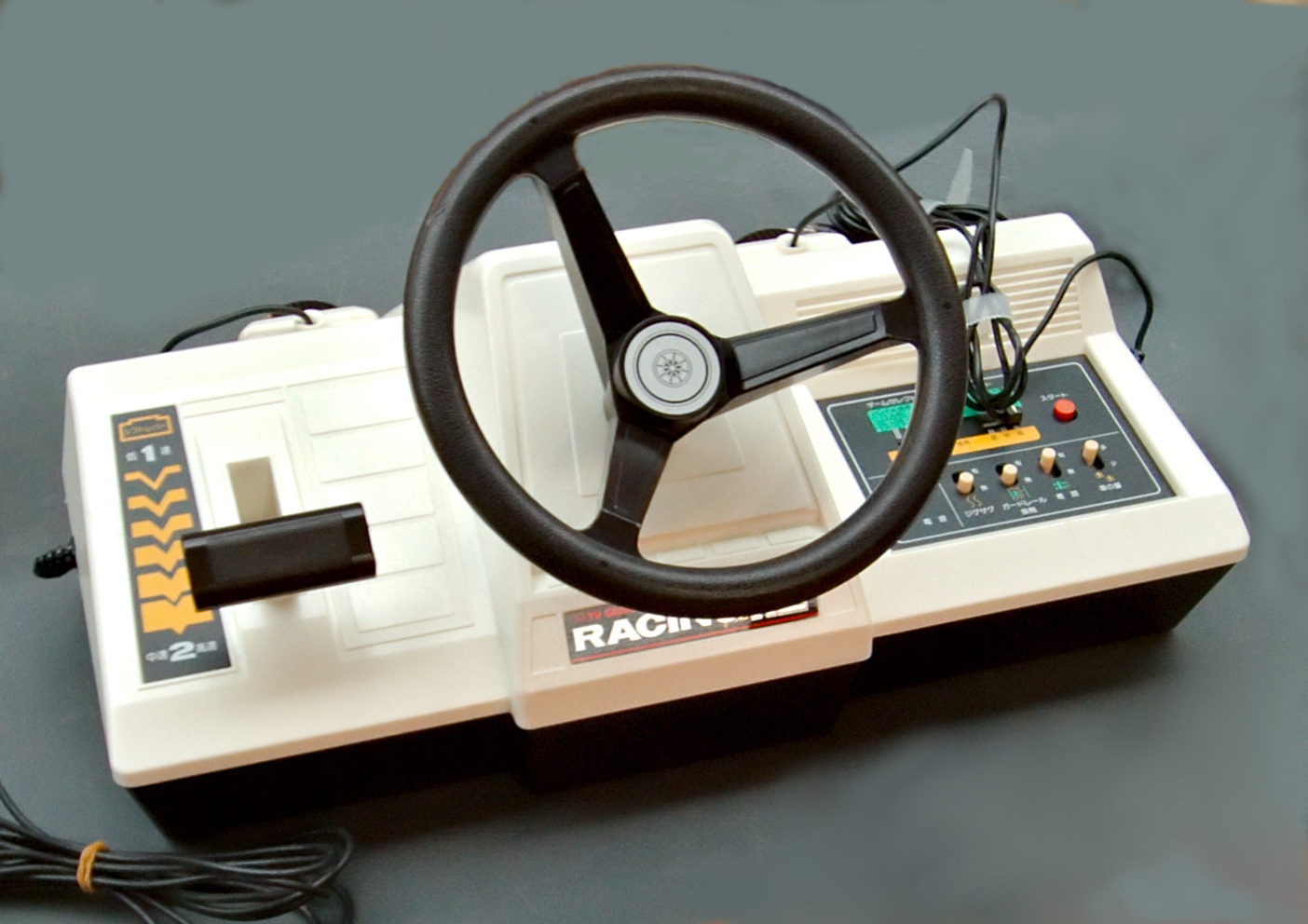
El tercer model, Color TV Racing 112

La primera de la sèrie, Color TV-Game 6 (1977), conté una variant del PONG per a dos jugadors anomenada Light Tennis amb sis modes de joc, com per exemple una amb obstacles; de la producció total d'este model se'n feren un centenar d'unitats en color blanc, molt preuades pels col·leccionistes. El preu d'eixida de la 6 fon de 9.800 yens, menor que el cost de fabricació de cada unitat: Nintendo compensà les pèrdues amb les vendes del model següent a 15.000¥, la Color TV-Game 15 (1978), amb quinze modes de joc i dos controls extraïbles units per cable a la consola, de la qual també se'n feren dos versions (CTG-15S i CTG-15V) amb una lleugera variació en el color de la carcassa que fa el model S més escàs.
El tercer model, Color TV Racing 112, és un videojoc de carreres, amb volant i canvi incrustats en la carcassa de la màquina, dissenyada per Miyamoto,
encara que altres fonts diuen que el primer disseny de Miyamoto fon la Color TV Block Kuzushi, que conté un joc de trencar teules, de l'estil del Breakout, amb la possibilitat de modificar el nombre de projectils o la velocitat.
Dècades més tard, Nintendo homenatjà esta sèrie amb la inclusió dels jocs dels models 6 i 115 en la saga WarioWare; la revisió del Kuzushi com a Alleyway per a la portàtil Game Boy, dissenyada per Yokoi; o l'aparició del 15 com a trofeu en el joc Super Smash Bros.